# Rébellion de Yeosu et Suncheon
Conflit coréen
Le Yeosu-Suncheon Rebellion, aussi connu comme l'incident Yeo-Sun, était, en octobre 1948, une rébellion qui a eu lieu à Yeosu, Suncheon, et les villes environnantes. Le sud du Jeolla contre le nouveau gouvernement sud-coréen de Syngman Rhee, largement marqué par la répression du gouvernement de l'insurrection de Jeju et le refus des soldats de Yeosu d'aider à réprimer la rébellion. À Yeosu, les soldats rebelles sud-coréens ont saisi des armes et pris le contrôle de la ville. Les habitants ont défilé à travers la ville avec des drapeaux rouges. Ils ont rétabli le comité populaire de la ville et ont essayé et exécuté un certain nombre de policiers, de fonctionnaires et de propriétaires. Les soldats rebelles ont augmenté entre 2 000 et 3 000, et massacré les familles de droite et la jeunesse chrétienne. Après une semaine, l'armée sud-coréenne a submergé les rebelles. La question a été examinée par la Commission vérité et réconciliation (en) sud-coréenne, qui a conclu que les forces gouvernementales ont tué entre 439 et 2000 civils de la région. Les forces américaines ont joué un rôle dans la répression de la rébellion: les commandants américains ont planifié et dirigé les opérations militaires, les conseillers militaires américains ont accompagné toutes les unités de la République de Corée et les avions américains ont été utilisés pour transporter les troupes.
Park Chung-hee, qui deviendra plus tard le président de la Corée, a participé à la rébellion. Il est allégué, cependant, il a été puni avec indulgence en échange d'avoir accepté de traquer les personnes impliquées.